# بابلو دي بلاسيس
بابلو دي بلاسيس (بالإسبانية: Pablo De Blasis)‏ هو لاعب كرة قدم أرجنتيني في مركز نصف الجناح، ولد في 4 فبراير 1988 في لابلاتا في الأرجنتين. لعب مع جيمناسيا لابلاتا وفيرو كاريل أويستي وماينتس 05 ونادي أستيراس تريبوليس ونادي بريشيا.

## وصلات خارجية
- بابلو دي بلاسيس على موقع قاعدة بيانات كرة القدم.إي يو (الإنجليزية)
- بابلو دي بلاسيس على موقع Soccerway.com (الإنجليزية)
- بابلو دي بلاسيس على موقع عالم كرة القدم.نت (الإنجليزية)
- بابلو دي بلاسيس على موقع AS.com (الإسبانية)